# カール・ウーズ
カール・リチャード・ウーズ（Carl Richard Woese, 1928年7月15日 - 2012年12月30日）は、アメリカ合衆国（ニューヨーク州シラキューズ出身）の微生物学者。1977年に六界説、1990年に三ドメイン説という生物の分類体系を提唱したことで有名である。イリノイ大学アーバナ・シャンペーン校の教授を務めた。

## 来歴
アマースト大学で数学と物理学を学んだ後、エール大学で微生物学に転向する。

rRNAによる系統学の分岐図

リボソームRNA（rRNA）による生物分類学の先駆者であり、1977年にRNAワールド仮説を考案している(RNAワールドという呼び方はギルバートによる)。彼は、遺伝子の類似点から生物を23の門に分け分岐図を描き、細菌、古細菌、真核生物の3つを比べ、古細菌は細菌でも真核生物でもないと考えた。それまでは生物の分類には、形態などの物理的分類、代謝などの化学的分類が主であり、遺伝子による分類は生物学・細菌学では用いられておらず、旧来の方法とは全く異なる新しい手法であった。この理論はサルバドール・エドワード・ルリア、エルンスト・マイヤーらに代表される生物学者たちから激しい反発を招き、受容に時間を要した。
2006年にはロンドン王立協会の国外メンバーに選出された。
Pyrococcus woesei、Methanobrevibacterium woesei、Conexibacter woeseiなどの微生物は、彼に献名されたものである。
2012年12月30日、イリノイ州アーバナの自宅で死去。84歳没。

## 受賞歴
- 1992年 - レーウェンフック・メダル（微生物学の最高栄誉）
- 1997年 - セルマン・A・ワクスマン微生物学賞
- 2000年 - アメリカ国家科学賞
- 2003年 - クラフォード賞